# Lábodi Ádám
Lábodi Ádám (Budapest, 1986. december 2. –) Junior Prima-díjas magyar színművész.

## Életpályája
Előbb a Csík Ferenc Általános Sportiskola és Gimnázium tanulója volt, majd a Petőfi Sándor Gimnáziumban érettségizett. 2007-2012 között a Kaposvári Egyetem színész szakos hallgatója volt. 2012-2020 között a székesfehérvári Vörösmarty Színház tagja volt. 2020-2021 között a szombathelyei Weöres Sándor Színház színésze. 2021-től a József Attila Színház tagja.

## Fontosabb színházi szerepei
- Johann Nepomuk Nestroy: A Talizmán (Titusz) – 2016/2017
- Neil Simon: Pletyka (Ken Gorman) – 2016/2017
- Márton László: Carmen (García, Haramiavezér, Félszemű) – 2016/2017
- Pukedli – Hajsza (Szereplő) – 2016/2017
- Witold Gombrowicz: Pukedli (Fülöp Herceg, Trónörökös) – 2016/2017
- Vajda Katalin: Anconai Szerelmesek (Giovanni, A Cukrász ) – 2016/2017
- Pierre Augustin Caron De Beaumarchais: Figaro Házassága (Figaro, Belső Inas És Mindenes) – 2016/2017
- Robert Musil: A Rajongók (Thomas) – 2015/2016
- William Shakespeare: A Velencei Kalmár (Lorenzo, Jessica Szerelmese) – 2015/2016
- Eric-Emmanuel Schmitt: Rejtélyes Viszonyok (Erik Larsen ) – 2015/2016
- Oleg Presznyakov – Vlagyimir Presznyakov: Terrorizmus (Szereplő) – 2015/2016
- James Rado – Gerome Ragni – Mcdermot: Hair (Főszereplő) – 2014/2015
- William Shakespeare: Hamlet (Claudius, Dán Király) – 2014/2015
- Peter Shaffer: Amadeus (Wolfgang Amadeus Mozart ) – 2014/2015
- Presser Gábor – Sztevanovity Dusán – Horváth Péter: A Padlás (Lámpás) – 2014/2015
- Mihail Bulgakov: Őfelsége Komédiása (Zacharie Moirron, Hősszerelmes ) – 2014/2015
- Kellér Dezső – Szilágyi László – Harmath Imre – Ábrahám Pál: 3:1 A Szerelem Javára (Braun, Braun) – 2014/2015
- Mihail Bulgakov: A Mester És Margarita (Hontalan, Poémaköltő) – 2013/2014
- Kárpáti Péter: Hungari (Szereplő, Szereplő) – 2013/2014
- Mark Twain: Koldus És Királyfi (Hugh Hendon, 35 Éves) – 2013/2014
- Molière: A Fösvény (Cléante, Harpagon Fia, Mariane Szerelmese) – 2013/2014
- Szörényi Levente – Bródy János – Sarkadi Imre – Ivánka Csaba: Kőműves Kelemen (Kőműves) – 2012/2013
- Martos Ferenc – Huszka Jenő: Lili Bárónő (Remeteházi Galambos Frédi) – 2012/2013
- Herczeg Ferenc: Bizánc (Dukasz, Népszónok) – 2012/2013
- Závada Pál: Jadviga Párnája (Karvezető, Rosza Pali, Ötödik Férfi) – 2012/2013
- Geszti Péter – Békés Pál – Dés László: A Dzsungel Könyve (Csil) – 2012/2013
- Zsigó Anna – Kárpáti Pál – Fekete Ádám: A Király Mulat (Szereplő) – 2011/2012
- Leo Stein – Kálmán Imre – Béla Jenbach: Csárdáskirálynő (Edvin Herceg ) – 2011/2012
- A Kővendég Léptei (Szereplő) – 2010/2011
- William Shakespeare: Romeó És Júlia (Ábrahám, A Montague-Ház Szolgája) – 2010/2011
- Claude Magnier: Oscar (Oscar, Akit Mindenki Keres) – 2010/2011

## Film- és tévészerepei
- Tündérkert (2023)
- Semmelweis (2023)
- Nyugati nyaralás (2022)
- Ítélet és kegyelem (2021)
- Nofilter (2019)
- Drága örökösök (2019)
- Lajko: Cigány az űrben (2018)
- Sohavégetnemérős színész (magyar játékfilm, 2016)
- Janus színész (magyar tévéfilm, 2015)
- Aranyélet (2015)
- A berni követ színész (magyar tévéfilm, 2014)
- Hacktion: Újratöltve (2012)
- Szinglik éjszakája (2010)
- Made in Hungaria (magyar vígjáték, 2009)
- 9 és 1/2 randi (2009)

## Díjai
- Színikritikusok díja (2012)
- Aranyalma-díj (2016)
- Junior Prima-díj (2016)[5]
- Sztankay István-díj (2024)[6]